# Broadcasting House
Broadcasting House e a nova ala Leste
Broadcasting House é a sede e o endereço oficial da BBC em Portland Place e Langham Place, Londres.
O edifício inclui o Rádio Teatro BBC de onde programas de música e voz são gravados diante de uma plateia no estúdio. As estações de rádio BBC Radio 3, BBC Radio 4, e BBC Radio 4 Extra são também transmitidas dos estúdios no interior do edifício.

## Construção

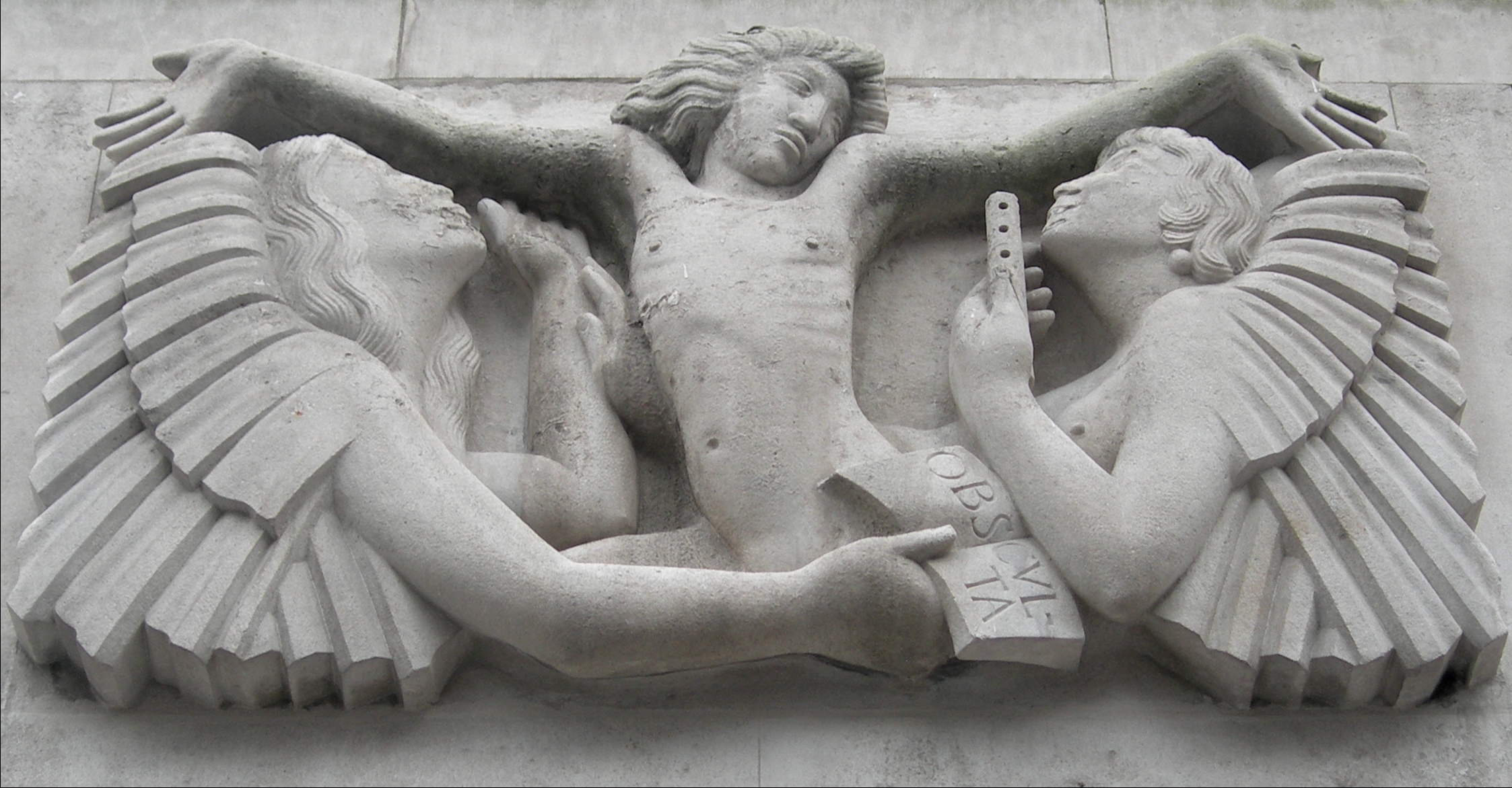
Ariel entre a Sabedoria e a Diversão por Eric Gill

A construção do Broadcasting House teve início em 1932, e o prédio foi inaugurado para os escritórios da BBC e operações de rádio em 14 de maio de 1934, oito anos após a criação da corporação. George Val Myer projetou o edifício, em colaboração com o engenheiro civil da BBC, Marmaduke T Tudsbery. Os interiores originais foram trabalho de Raymond McGrath, um arquiteto irlando-australiano. Ele dirigiu uma equipe que incluía Serge Chermayeff e Wells Coates e projetou o estúdio do teatro de variedades, o paisagismo e vestiários, e os estúdios de dança e música de câmara no estilo Art déco.
Os estúdios de rádio foram dispostos em uma localização central e construídos em pedra de Portland. O restante do edifício era de aço moldado e confrontado com pedras Portland do lado externo. Estas áreas abrigavam os escritórios, de modo que pudessem estar longe do barulho das operações de rádio, e terem acesso à luz do dia. As objeções por parte dos moradores locais também causaram mudanças na estrutura original. O lado leste do edifício bloqueava a luz para os moradores locais, e depois de reclamações e buscando obedecer ao Direito à luz, o edifício foi alterado de modo que o lado leste do prédio tivesse um telhado inclinado. As estruturas subterrâneas, incluindo a rede de esgotos de centenas de anos de idade, apresentaram problemas durante a construção. O edifício foi construído no topo da linha Bakerloo do metrô de Londres, e como a linha Victoria na década de 1960 foi construía passando por baixo do Broadcasting House, desde então se tem tido problemas para a construção da ala Egton (veja abaixo). O barulho dos trens que passam é audível no interior do rádio teatro, mas geralmente imperceptível nas gravações.

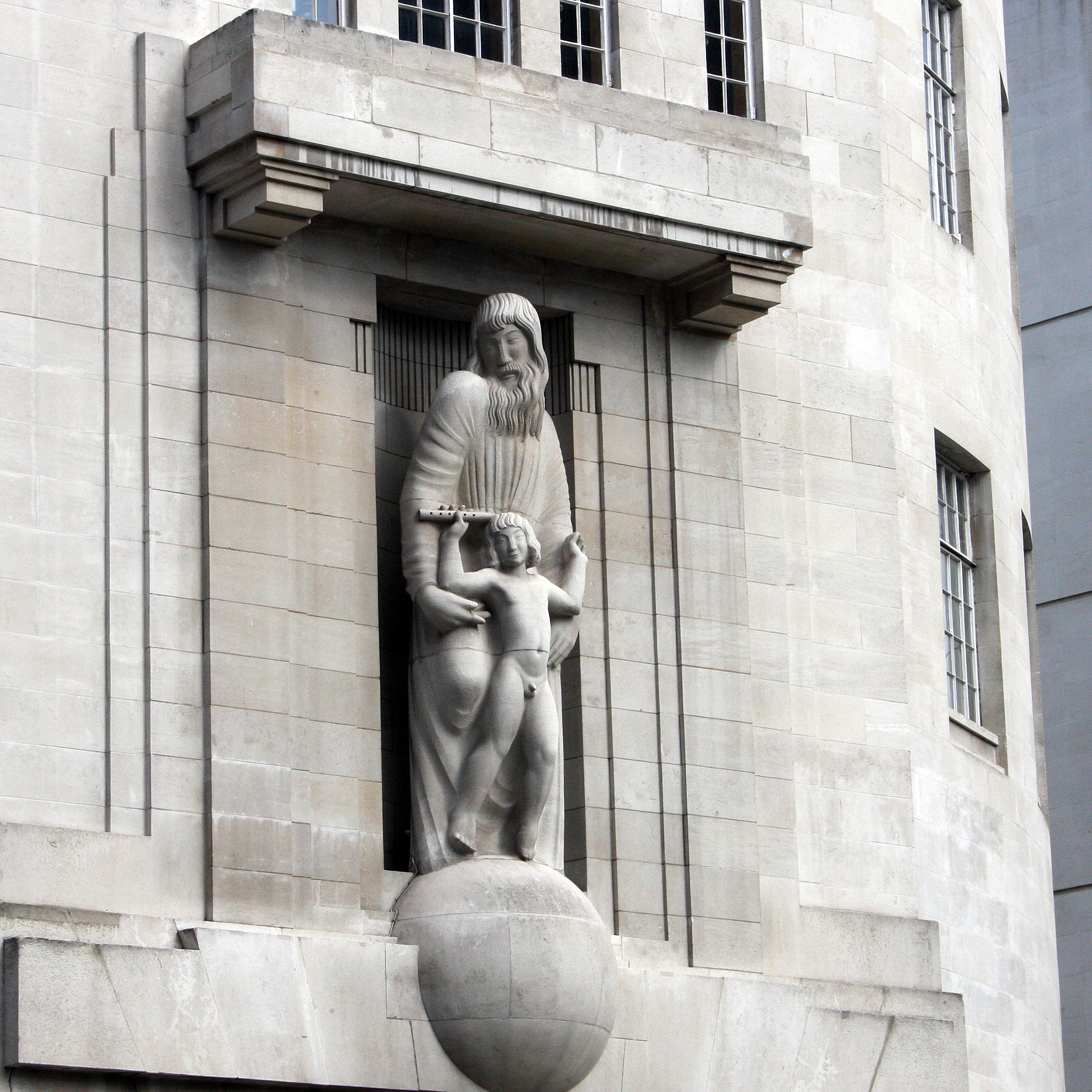
Próspero e Ariel por Eric Gill

O piso térreo do edifício foi equipado com janelas do chão até o teto com vista para a rua, pois se acreditava que para financiar um projeto como este (com custo atual de 25 000 000 libras esterlinas) seria necessário deixar o térreo como uma unidade que pudesse ser vendida a varejo. Porém, a rápida expansão da BBC fez com que isso nunca ocorresse.
O prédio original também apresenta uma série de obras de arte, a mais proeminente é a estátua de Próspero e Ariel (de A Tempestade de Shakespeare) por Eric Gill. Sua escolha foi correta uma vez que Próspero foi um mágico e erudito, e Ariel, um espírito do ar, no qual viajam as ondas de rádio. Houve, supostamente, controvérsias sobre algumas características da estátua quando foi construída e que posteriormente teria sido modificada. Foi relatado que era teria sido esculpida por Gill como significando Deus e o Homem, ao invés de simplesmente Próspero e Ariel, e que há uma pequena imagem esculpida de uma menina bonita na parte de trás da estátua de Próspero. Esculturas adicionais de Ariel podem ser encontradas no exterior do edifício em muitos baixo-relevos, alguns feitos por Gill, outros por Gilbert Bayes. A área da recepção também contém uma estátua do 'Semeador' também feita por Gill.
A estrutura original é agora um edifício classificado com o Grau II*, e a BBC emprega o English Heritage na sua manutenção.

## Restauração
O Broadcasting House está atualmente passando por uma grande reforma, com o objetivo de restaurar o edifício original e combinar uma série de operações da BBC, em uma extensão recém-construída. Após a conclusão, o prédio irá abrigar as operações de televisão e rádio da BBC News que será transferida do Television Centre; o BBC World Service, transferido do Bush House, e o BBC Radio, com exceção do BBC Radio 5 Live e da sua estação irmã 5 Live Sports Extra.
Para abrir caminho para a renovação, BBC Radio 2 e BBC 6 Music se mudaram do Broadcasting House para os estúdios recém-construídos nas proximidades do Western House, com a intenção de retornar ao Broadcasting House, quando o contrato expirar em 2013.
O trabalho de construção do prédio foi concluído em duas fases, no entanto, ele começou com a demolição de duas extensões pós-guerra do edifício.

### Primeira fase

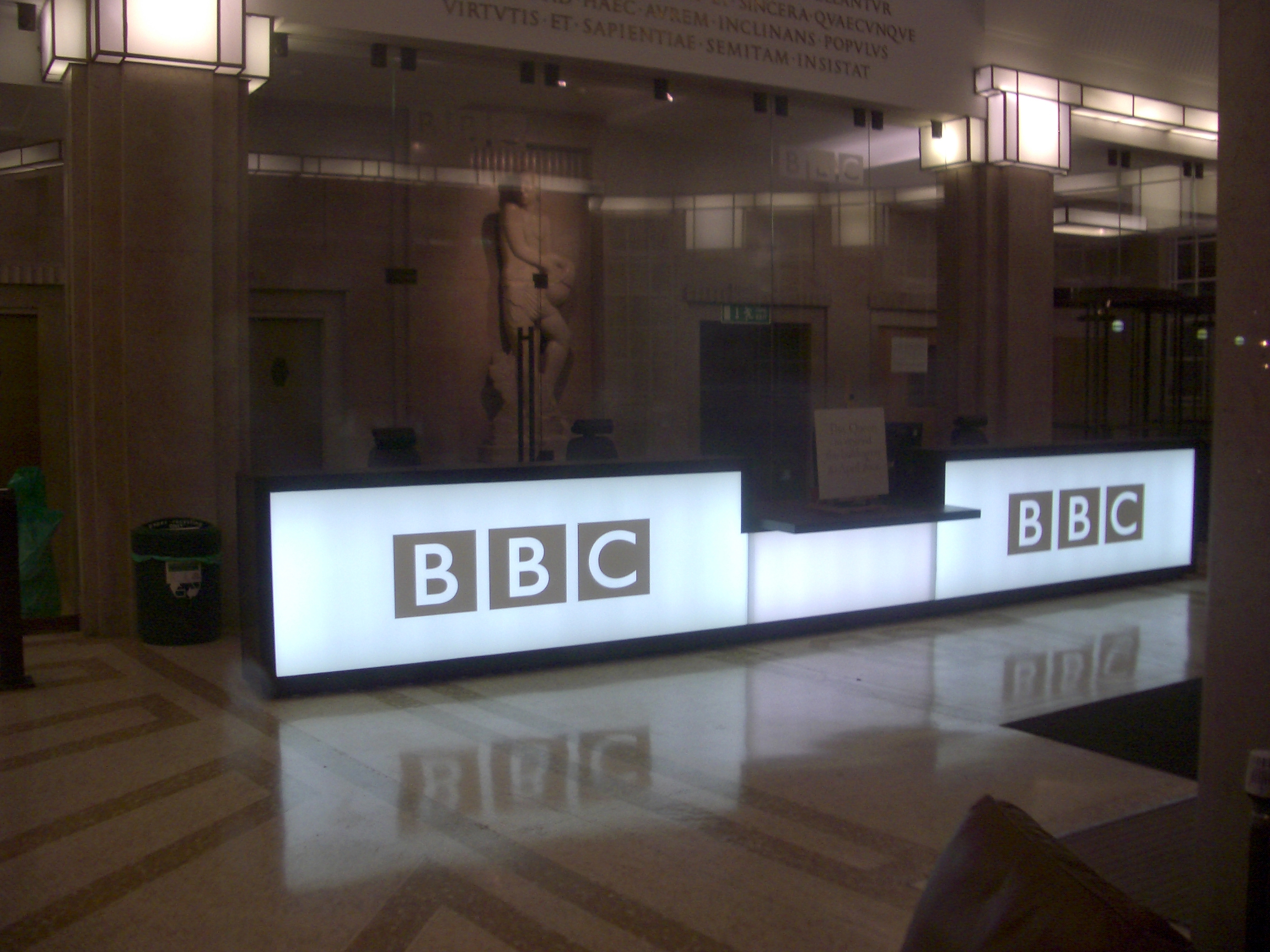
A recepção remodelada no Broadcasting House

A primeira fase consistiu da restauração do edifício original, que começou a mostrar sua idade e a necessidade de reparo estrutural, e a construção da nova extensão Leste, ou ala Egton.
No antigo prédio, o telhado inclinado leste foi retirado, e muitos dos quartos tiveram suas paredes retiradas, embora grande parte da arquitetura art déco tenha sido mantida e preservada. Grande parte do trabalho centrou-se nas paredes mais baixas e tetos, que não apresentavam arquitetura art déco. A área da recepção foi renovada para incluir uma nova mesa, mantendo estátua como peça principal da sala. Muitas salas tiverem os tetos removidos, como a torre sul, e novas vigas de reforço foram adicionadas.
A nova ala Egton tinha aproximadamente a mesma forma do edifício principal do Broadcasting House, com um design moderno e arranjo de janelas, mas mantendo algumas características, tais como as pedras Portland utilizadas no prédio. Na direção da retaguarda do edifício, um grande bloco foi criado no lado, espelhando aquele criado no edifício principal, quando o telhado inclinado foi removido.
O projeto da nova extensão, destinado a igualar em "criatividade arquitetônica" aquele já existente no local foi realizado por MacCormac Jamieson Prichard. A construção foi concluída em 2006 e recentemente renovada Broadcasting House, e a recém-concluída ala Egton foram inaugurados pela Rainha Elizabeth II em 20 de abril de 2006 como parte das comemorações de seu 80º aniversário. Todas as áreas da ala Egton foram totalmente equipadas e concluídas em 2007.

### Segunda fase

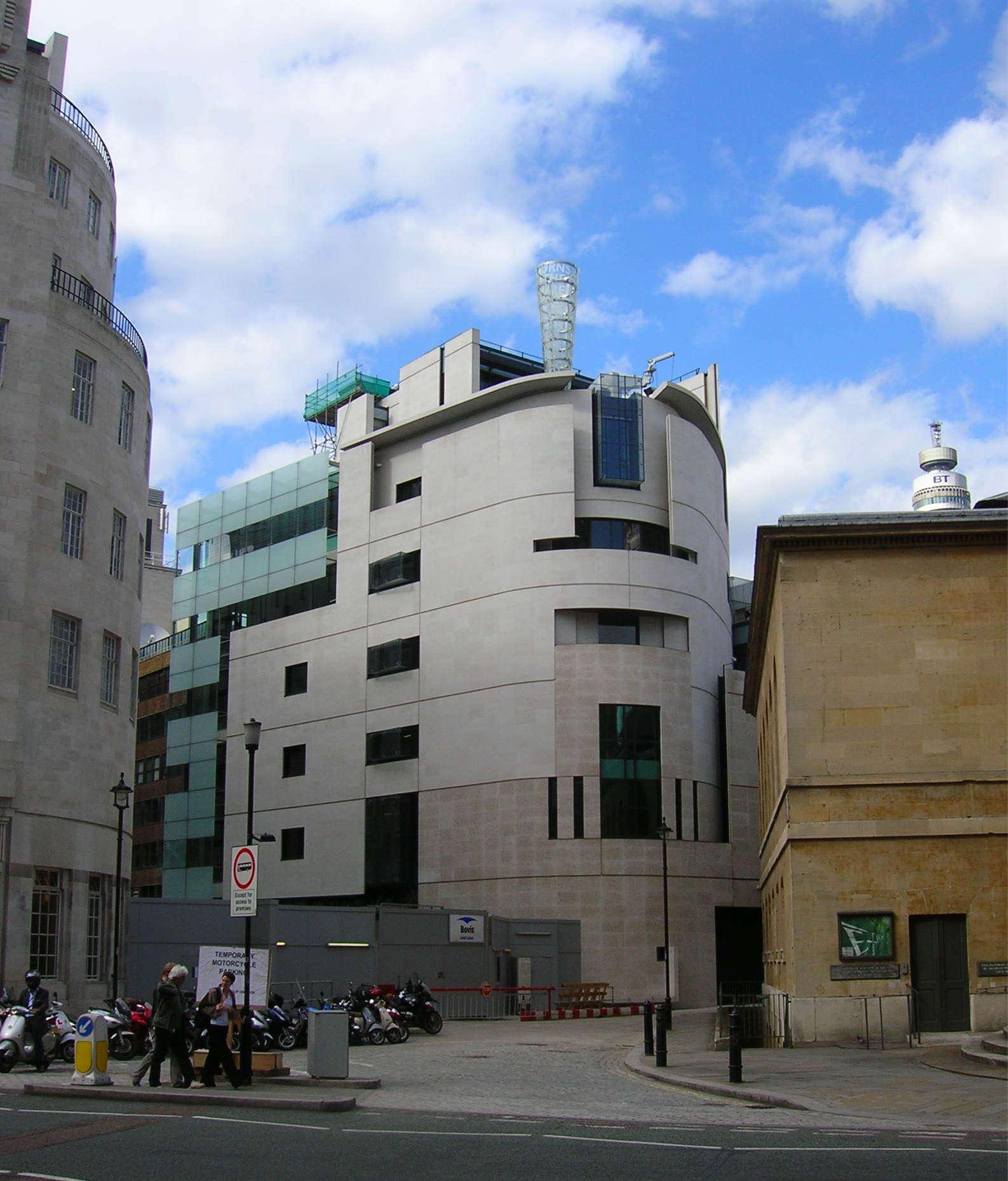
A nova ala Egton do Broadcasting House construída no local do Egton House

A segunda fase do projeto foi a criação de uma ala enorme para a retaguarda do edifício, unindo os dois edifícios, e criando uma praça entre eles. É esta extensão que irá conter a BBC News e os departamentos de jornalismo. O novo edifício irá conter o equipamento de arte técnica e os novos estúdios para abrigar os boletins da BBC News sobre televisão, o BBC News Channel, bem como o BBC World News, os serviços da BBC Arabic Television e da BBC Persian Television. No coração deste está uma nova sala da redação, a maior sala da redação ao vivo do mundo.
A passagem acima da sala da redação também permitirá que o público possa ver o trabalho dos jornalistas, enquanto interliga a sala de estar ao Rádio Teatro e um novo café para a equipe de trabalho e o público. Isto, complementado pela praça ao ar livre, que poderá atuar como uma arena e teatro ao ar livre, são projetados para envolver o público com o processo de fazer televisão e rádio.
A obra foi concluída por Bovis Lend Lease.
Os arquitetos originais foram demitidos e substituídos pela BBC por não concordar com os custos relacionados com revisões uma vez que Sir Richard MacCormac não estava disposto a sacrificar a qualidade de seu projeto. Enquanto o processo de reconstrução estava em andamento, muitas estações da BBC Radio foram transferidas para outros edifícios perto da Portland Place. A extensão é coberta de vidro na área da praça e curvada para contrastar com as duas alas de cada lado e dar continuidade ao vidro encontrado em ambos os lados de do prédio. No lado da Portland Place, ele continua ainda utilizando as pedras Portland e o vidro visto na ala Egton. As obras de construção foram concluídas em 2010, com o controle entregue à BBC em 2011. O edifício está agora sendo equipado com o material técnico necessário.

## Memorial aos Jornalistas
Sobre o telhado da nova ala Egton do Broadcasting House, espelhando a antena de rádio, está uma estrutura de vidro em forma de cone, em direção ao céu na mesma altura e oposta à antena de rádio. Foi esculpida por Jaume Plensa e é um memorial a todos os jornalistas da BBC mortos no cumprimento do dever. Chamado de Respiração, ele contém palavras de um poema de James Fenton e é iluminado dia e noite. Diariamente às dez horas da noite, em linha com o BBC News at Ten, uma coluna de luz ilumina 900 metros em direção ao céu. Foi inaugurado oficialmente em 16 de junho de 2008 pelo Secretário Geral das Nações Unidas Ban Ki-moon.